# Samina Raja
Samina Raja (11 de septiembre de 1961 - 30 de octubre de 2012) fue una poeta paquistaní urdu, escritora, editora, traductora, pedagoga y locutora. Vivió en Islamabad, Pakistán, y trabajó en la Autoridad Nacional de La lengua como especialista en la materia.

## Libros de poesía
Comenzó a escribir en 1973 y publicó doce libros de poesía.
- Huweda (1995)
- Shehr e saba (1997)
- Aur Wisal (1998)
- Khwabnaey (1998)
- Bagh e Shab (1999)
- Bazdeed (2000)
- Haft Aasman (2001)
- Parikhana (2002)
- Adan Ke Rastey Par (2003)
- Dil e Laila (2004)
- Ishqabad (2006)
- Hijr Nama (2008)

También ha publicado dos Kulliyat y una selección de su poesía,
- Kita e Khwab (2004)
- Kitab e Jan (2005)
- Woh Sham Zara Si Gehri Thi (2005)

## Libros de prosa y traducciones
- Sharq Shanasi (Orientalism, 2005) translated by Edward Said
- Bartanvi Hind Ka Mustaqbil (Verdict on India, 2007) translated by Beverley Nichols

## Editoriales
Raja también ha sido editora de cuatro revistas literarias.
- Mustaqbil (1991–1994)
- Kitab (1998–2005)
- Aasar (1998–2004)
- Khwabgar (2008)